# Kościół św. Mikołaja w Lubiewie
Kościół świętego Mikołaja – rzymskokatolicki kościół parafialny należący do parafii pod tym samym wezwaniem (dekanat lubiewski diecezji pelplińskiej).
Jest to neoromańska kamienno-ceglana budowla wzniesiona w latach 1841-42 i posiadająca dostawioną w 1861 roku kwadratową wieżę i wieżyczkę na sygnaturkę. Po zniszczeniach II wojny światowej świątynia została wyremontowana i częściowo przebudowana w latach 1949-51. Kościół jest halowy, trzynawowy, posiada kwadratowe prezbiterium zamknięte półkoliście apsydą oraz wnętrze nakryte stropami płaskimi. Wystrój wnętrza reprezentuje style: manierystyczny, barokowy, rokokowy i neogotycki i pochodzi z okresu od XVII do XIX wieku. Ołtarz główny w stylu neobarokowym powstał w drugiej połowie XIX wieku, w jego w polu centralnym jest umieszczony obraz Matki Boskiej z Dzieciątkiem namalowany zapewne w epoce baroku. Ołtarze boczne pochodzą ze świątyni w Świętem rozebranej w 1835 roku.